# (9478) Caldeyro
(9478) Caldeyro est un astéroïde de la ceinture principale.

## Description
(9478) Caldeyro est un astéroïde de la ceinture principale. Il fut découvert le 24 septembre 1960 à l'observatoire Palomar par Cornelis Johannes van Houten, Ingrid van Houten-Groeneveld et Tom Gehrels. Il présente une orbite caractérisée par un demi-grand axe de 3,09 UA, une excentricité de 0,14 et une inclinaison de 4,7° par rapport à l'écliptique.

## Compléments